# Rio Azul
Rio Azul is een gemeente in de Braziliaanse deelstaat Paraná. De gemeente telt 13.760 inwoners (schatting 2009).

## Aangrenzende gemeenten
De gemeente grenst aan Cruz Machado, Inácio Martins, Irati, Mallet, Rebouças en São Mateus do Sul.